# Jenny Palacios-Stillo
Jenny Victoria Palacios-Stillo (* 21. April 1960) ist eine ehemalige honduranische Skilangläuferin.

## Werdegang
Palacios-Stillo nahm an den Olympischen Spielen 1992 in Albertville als einzige Teilnehmerin ihres Landes in den Langlaufwettbewerben über 5 km, 15 km und dem Jagdrennen teil und trug bei der Eröffnungsfeier die Honduranische Flagge. Im 5-km-Wettbewerb hatte sie als Schlusslicht mit der Laufzeit von 23:21,5 Minuten einen Rückstand von 9:08 Minuten auf die Siegerzeit. Über 15 km lief sie auf den 50. und damit letzten Platz. Auch in der Verfolgung kam sie nicht über den letzten Rang hinaus. Zu der vor ihr laufenden Argentinierin Inés Alder hatte sie dabei mehr als neun Minuten Rückstand, auf die Siegerin Ljubow Jegorowa sogar 23 Minuten.
Palacios-Stillo ist bis heute (Stand: 2024) die einzige honduranische Athletin die an Olympischen Winterspielen teilgenommen hat. Palacios-Stillo startete außer bei Olympia bei keinen internationalen Turnieren.